# Caspar David Friedrich
Pour les articles homonymes, voir Caspar Friedrich et Friedrich.
 (novembre 2021).
Caspar David Friedrich, né le 5 septembre 1774 à Greifswald et mort le 7 mai 1840 à Dresde est un peintre, dessinateur et graveur allemand, considéré comme l'artiste le plus important et influent de la peinture romantique allemande du XIXe siècle. Connu pour ses paysages cherchant à tendre vers le sublime, la représentation d'une nature grandiose transcendant la petitesse de l'homme, il tente de parvenir à une peinture réconciliant le spectacle de l'incommensurable avec les états d'âme de l'artiste.

## Biographie

### Jeunesse et formation
L'enfance de Caspar David Friedrich est marquée par la mort de ses proches qui, entre 1781 et 1791, décèdent les uns après les autres : à sept ans, en 1781, il perd sa mère et sa sœur Elisabeth ; en 1787, son frère Johann Christoffer se noie dans la mer Baltique et, en 1791, meurt sa sœur Maria. Ce vécu aura une influence sur l'un des deux thèmes notables de sa peinture, la mort, l'autre étant la nature.
À partir de 1794, il prend goût au dessin et, pendant quatre ans, il fréquente à Copenhague l'Académie royale des beaux-arts du Danemark, où les peintres Jens Juel et Nicolai Abildgaard sont ses professeurs. Peintre de paysages prestigieux, connu pour ses paysages ossianiques, Abildgaard semble avoir particulièrement influencé Friedrich par son goût pour la mythologie nordique et le refus des modèles antiques.

### Carrière

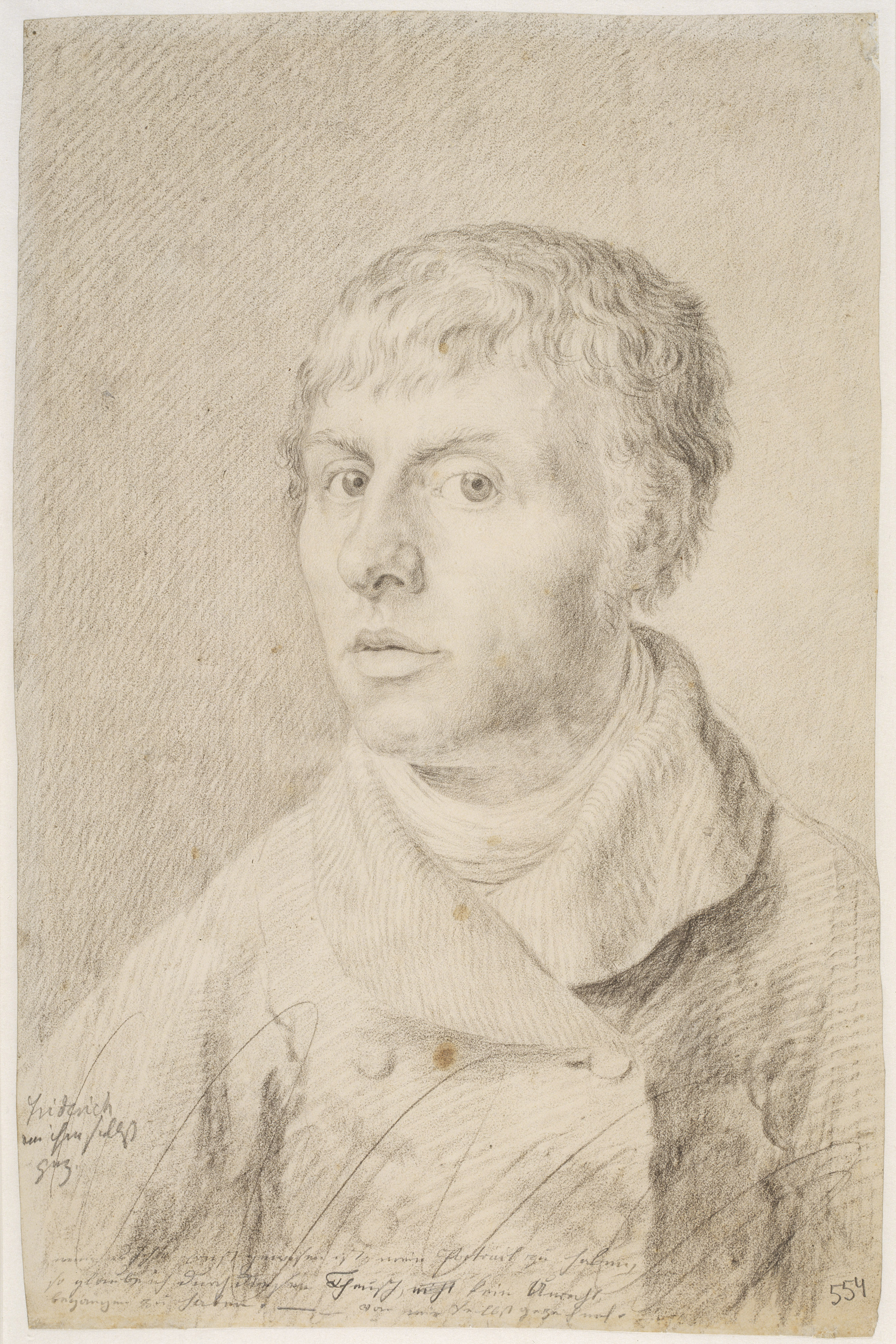
Autoportrait, vers 1800, Statens Museum for Kunst.

En 1798, Friedrich s'établit à Dresde, capitale de l'électorat de Saxe, que ses beautés font surnommer « la Florence de l'Elbe ». Tieck y habite, Goethe, les frères August Wilhelm et Friedrich Schlegel, Fichte, Schelling, ou Novalis y ont séjourné. Les théories de Schelling sur la peinture, datées de 1802-1805, marquent profondément les peintres de cette époque. Il y évoque une spiritualité cachée dans la nature qui attend d'être dévoilée par le peintre ou l'artiste[réf. nécessaire]. À cette époque, Friedrich se rapproche de la pensée de Schleiermacher, qui voyait l'approche du sentiment religieux dans la contemplation de la nature. En 1805, alors qu'il a tout juste 30 ans, il commence sa relation épistolaire avec Goethe, qui en a 56. En 1809, Runge rédige La Sphère des couleurs, et en 1810, Goethe écrit le Traité des couleurs. Ces deux ouvrages influencent profondément Friedrich, lui procurant une symbolique supplémentaire, celle de la couleur. De plus, Goethe affirme que tout ce qui existe dans la nature appartient à une vision globale décelable par l'esprit.

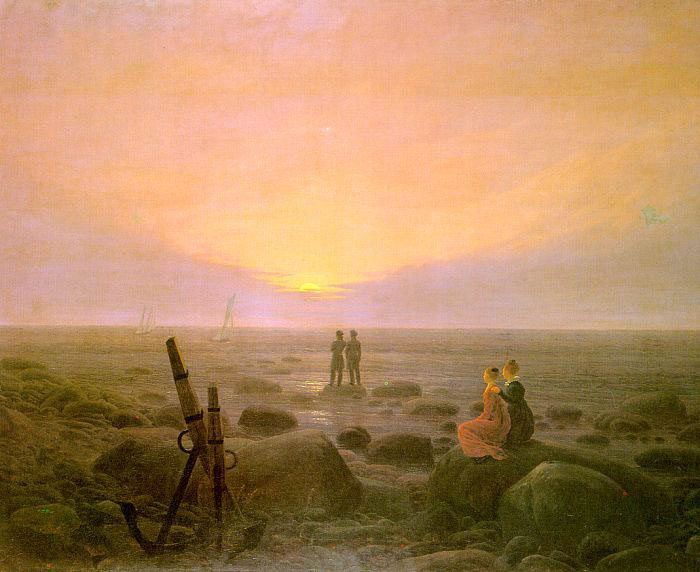
Lever de lune sur la mer (1821), musée de l'Ermitage de Saint-Pétersbourg.

En 1810, Friedrich est nommé membre de l'Académie de Berlin. Il voyage dans le Riesengebirge qui devient un thème récurrent de son œuvre. On peut considérer que l'année marque la courte période de reconnaissance de son talent. Il expose à Berlin, est admiré par Goethe, et Frédéric-Guillaume III de Prusse achète Morgen im Riesengebirge et Le Jardin suspendu.
En raison des invasions napoléoniennes, il commence une période consacrée aux sujets patriotiques. À cette époque, de nombreux artistes et philosophes romantiques, dont Schinkel et Goethe, décident de se rendre en Italie. Mais Friedrich, qui rejette toute forme d'antiquité et craint que le paysage méditerranéen ne détruise son esthétique, refuse d'aller à Rome (également ville française).
En 1818, Friedrich épouse Caroline Boomer, Il aura avec elle trois enfants.

### Dernières années
Friedrich tombe malade en 1824. Son état s'aggrave en 1826, et il souffre d'un délire de persécution qui l'éloigne d'un bon nombre de ses amis. Pendant cette période, il peint peu, mais en 1827, il se remet à la peinture à l'huile.

En 1834, lors de la visite de l'atelier de Friedrich, le sculpteur David d'Angers a un mot célèbre pour définir l'art de Friedrich : 

« Cet homme a découvert la tragédie du paysage. »

En 1835, une congestion cérébrale le laisse paralysé. Il meurt le 7 mai 1840 à Dresde, à l'âge de 65 ans et est enterré dans le cimetière de la Sainte-Trinité de Dresde (de).

## Œuvre

### Paysage romantique
- Si vous ne connaissez pas le sujet, laissez ce bandeau (vous pouvez alors contacter les auteurs).
- Si vous supprimez le contenu mis en cause (vous pouvez préalablement contacter les auteurs),

argumentez précisément cette suppression dans la page de discussion
(un manque de référence n'est pas un argument ; une recherche réelle de référence doit avoir été effectuée, être formellement documentée).
Après quelques portraits, Friedrich s'oriente vers la carrière de paysagiste, et travaille sur des paysages de la Baltique, notamment l'île de Rügen.

Cependant, même si sa méthode de travail se fonde sur l'observation attentive de la nature, Friedrich cherche rapidement à donner une dimension spirituelle à ses tableaux. Sa première grande peinture est le fruit d'une commande passée par le comte de Thun-Hohenstein qui cherche à orner un autel.
« Le peintre ne doit pas peindre seulement ce qu'il voit en face de lui, mais aussi ce qu'il voit en lui. » Cette phrase est la clé de son œuvre, elle exprime tout le travail de l'artiste romantique face à la nature. Il s'agit pour lui de mêler son propre état d'esprit issu de cette vision à la représentation de la nature.

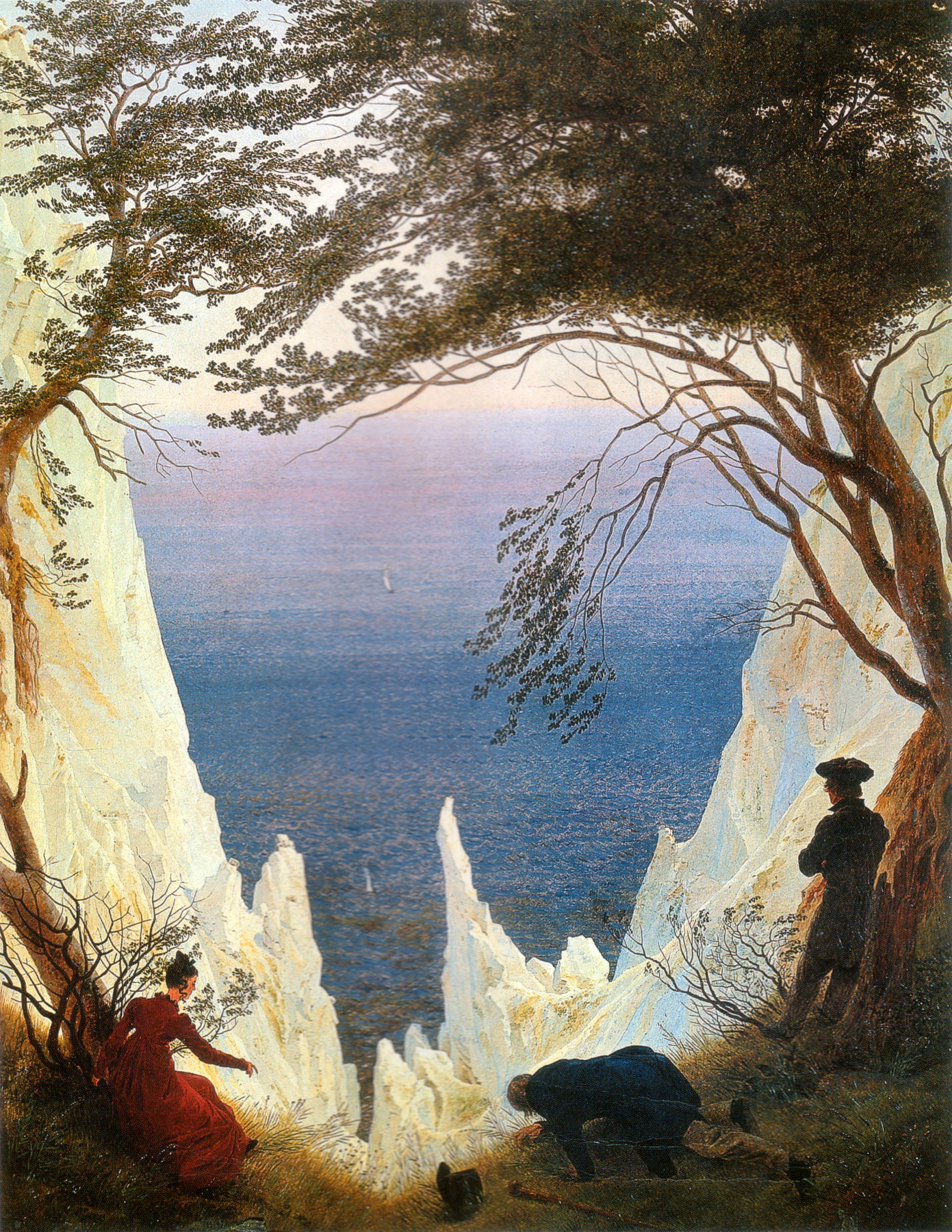
Falaises de craie sur l'île de Rügen (1818) 90,5 × 71 cm Musée des Beaux-Arts de Winterthour.

Runge, proche des conceptions philosophiques et religieuses de Friedrich, expliquait[Où ?] qu'auparavant, les hommes faisaient leurs dieux à leur image. C'est une critique du monde antique. Friedrich disait[Où ?] : « L'art se présente comme médiateur entre la nature et l'homme. Le modèle primitif est trop grand, trop sublime pour pouvoir être saisi. Sa reproduction, œuvre de l'homme, est plus proche des faibles ». Le peintre intercesseur doit être pur. Sa main guidée par l'esprit doit retranscrire un message noble. La pureté est un élément important et l'austère Friedrich explique[Où ?] : « Conserve en toi une pureté d'enfant […] une véritable œuvre d'art ne peut sortir que d'une âme pure ». Le paysage nous met directement en relation avec la nature. Les peintres romantiques cherchaient à créer un paysage spirituel typiquement allemand sans référence à l'art antique ou à l'art italien. Ce paysage spirituel devait exprimer non seulement l'apparence mais également la réalité cachée, l'infini de la nature jusqu'à atteindre le Moi. La nature est la partie visible de la création divine.
Les Neuf lettres sur la peinture de paysage de Carl Gustav Carus, rédigées entre 1815 et 1824 et publiées en 1831, éclairent cette idée de la nature sublime. Il explique que le recueillement, terme spirituel par excellence, devant la nature, donne à l'homme l'impression de se perdre dans l'infini. « Tu sens le calme limpide et la pureté envahir ton être, tu oublies ton Moi. Tu n'es rien, Dieu est tout. »[réf. nécessaire] L'homme devant la puissance, la grandeur de la nature n'a pas d'autre solution que la méditation, son salut en dépend. Il doit se perdre dans cette contemplation pour tenter d'atteindre l'Infini. La perte de l'identité qui en résulte doit être considérée plus comme un gain, car il y a rapprochement avec Dieu. La notion de panthéisme est très importante chez les Romantiques : Dieu est tout. Lorsque nous regardons la nature, création de Dieu, nous cherchons à rencontrer notre Créateur. Friedrich rejoignait cette pensée : «  Le divin est partout jusque dans un grain de sable ».
Le thème de la nature « Bible du Christ » occupe la pensée de nombreux philosophes allemands de cette époque, notamment Goethe qui affirme que la nature est un appel à l'illimité et que l'esprit est capable d'y percevoir l'indicible. Hölderlin fait dire à Hypérion : « Tout mon être se tait pour écouter les tendres vagues de l'air jouer autour de mon corps. Perdu dans le bleu immense, souvent je lève les yeux vers l'Ether ou je les abaisse sur la mer sacrée, et il me semble qu'un esprit fraternel m'ouvre les bras, que la souffrance de la solitude se dissout dans la vie divine. », Vol I.

Les écrivains et artistes romantiques de l'époque valorisent le genre du paysage : il acquiert un sens plus spirituel. Kant, Schiller, Boehme ont été les premiers à lui rendre ses lettres de noblesse. Ils créent un vocabulaire riche de symboles comprenant aussi bien la composition que la couleur. Schelling, dans Des Rapports des Beaux arts et la nature en 1807, déclare : 

« L'artiste doit suivre l'esprit de la nature qui est à l'œuvre au cœur des choses et ne s'exprimer par la forme et le dessin que comme s'il n'était question que de symboles. »

Ces propos amènent la peinture de paysage au rang de la peinture d'histoire. Pour établir la supériorité de la peinture d'histoire, l'Académie affirme que ce genre contient tous les autres, le paysage, la nature morte, et même parfois le portrait y sont présents. Mais Schlegel démonte cet argument : Si le paysage n'est qu'un aspect de la peinture d'histoire, il participe autant au message délivré par cette peinture qui retrace un fait historique. Le paysage devient donc un genre très expressif, qui peut être investi de tous les pouvoirs de suggestion. De ce fait, les Romantiques désiraient placer le paysage à la première place de la hiérarchie des genres. Ils voulaient faire accéder le paysage à l'expression du Sublime.

#### Œuvres principales

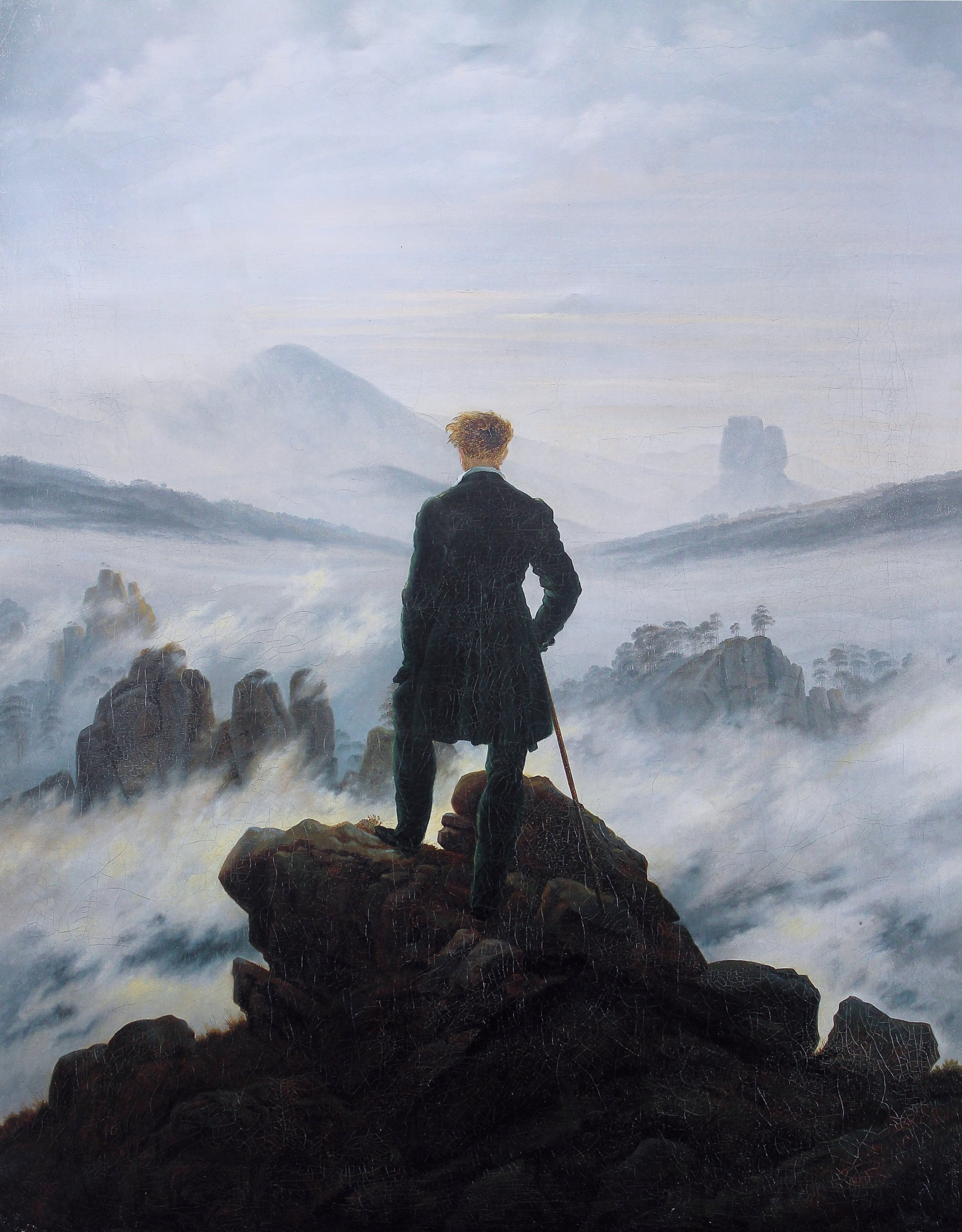
Le Voyageur contemplant une mer de nuages, 1818. Huile sur toile, 74,8 × 94.8 cm, Kunsthalle de Hambourg.

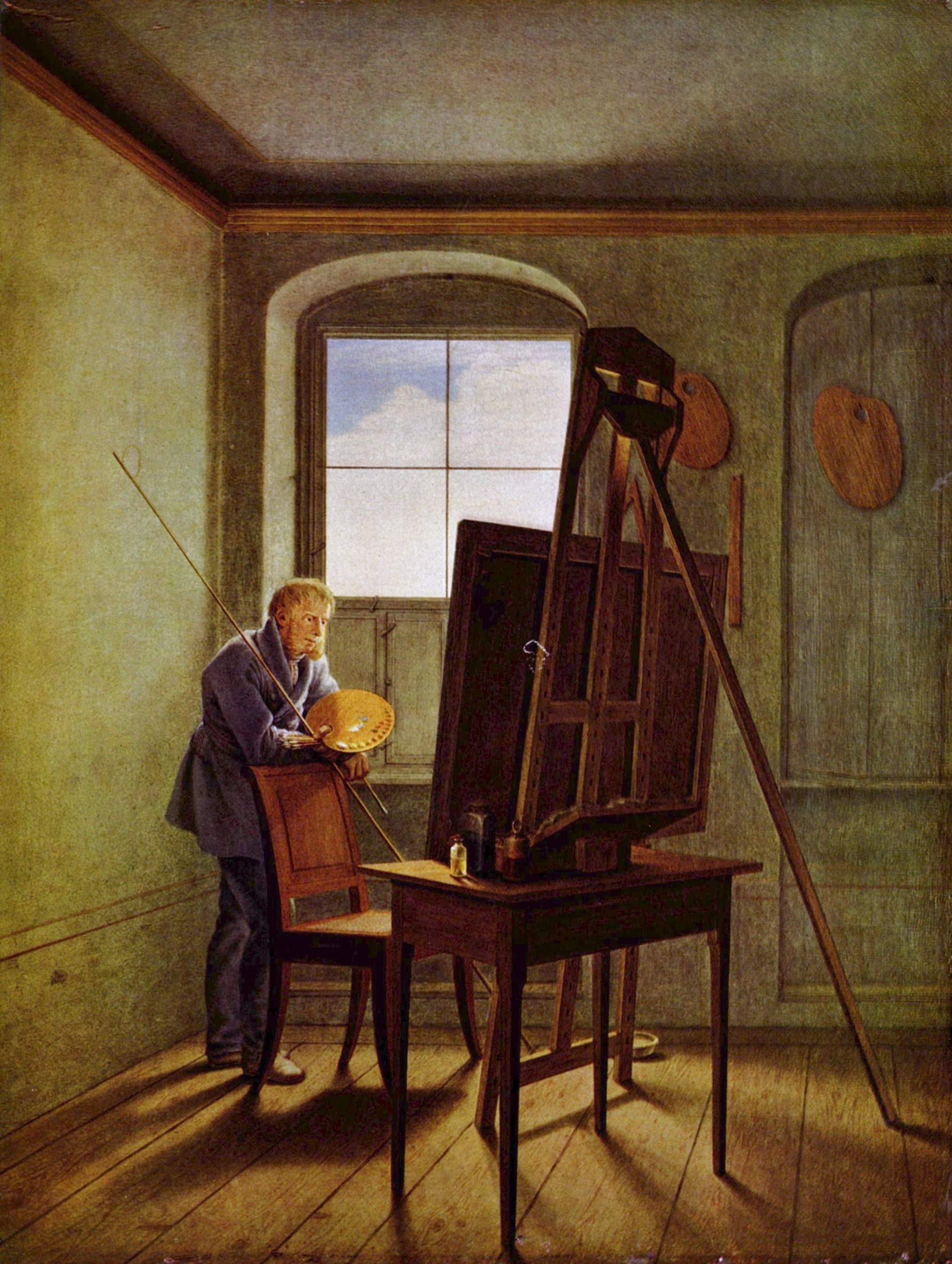
Caspar David Friedrich dans son atelier, Georg Friedrich Kersting, 1812. Huile sur toile, 53,5 x 41 cm, Alte Nationalgalerie.

L'année 1810 est également l'année de sa première toile inspirée par ses randonnées dans les montagnes proches de Dresde (les monts Métallifères), Matin dans le Riesengebirge. S'ensuivront de nombreuses toiles ayant pour motif des montagnes de ce massif, perdues au milieu de brumes ou de nuages, tel un de ses tableaux les plus connus, Le Voyageur contemplant une mer de nuages (1818).
1813 est une année charnière pour Friedrich qui, à 39 ans, reçoit la visite du « Maître de Weimar », Goethe. Il expose également deux œuvres à l'Académie de Berlin, Le Moine au bord de la Mer, et L'Abbaye dans une forêt de chênes. C'est un tel succès que le roi Frédéric-Guillaume III de Prusse les achète. En guise d'anecdote, Le Moine au bord de la Mer aurait tellement impressionné Schinkel (le grand architecte du classicisme prussien) que celui-ci aurait abandonné la carrière d'architecte pour s'adonner à la peinture.
En 1816, le peintre, qui, selon le sculpteur David d'Angers, est « un homme qui a découvert la tragédie du paysage », devient membre de l'Académie de Dresde et professeur au tarif de 200 Thaler par an.
En 1818, il peint Le Voyageur contemplant une mer de nuages. L'homme est représenté en vêtement de ville et tenant une canne, il se dresse sur un haut rocher au-dessus de nuages et regarde la montagne la plus haute de ce paysage. Cet homme serait un haut fonctionnaire saxon des Eaux et Forêts, ce qui expliquerait la couleur vert sapin de son costume. Il regarde une montagne isolée, qui serait le Rosenberg. La présence de rochers est l'élément déterminant à la compréhension de cette œuvre, puisqu'ils symbolisent la foi chrétienne. Pour rejoindre Dieu, l'homme doit traverser cette étendue qui ressemble à une mer hérissée de récifs dangereux. Ce tableau représenterait un défunt : cet homme, au sommet de cette montagne, est à la fin de son existence.
De cette manière, Friedrich met en évidence la condition humaine qui est à la recherche de Dieu et qui doit connaître différentes épreuves avant de l'atteindre. Pour lui, rencontrer Dieu est une quête perpétuelle et qui doit être méritée. Cette recherche peut avoir un caractère plus ou moins positif, et cela en fonction du vocabulaire choisi par le peintre.
En fait, si ce personnage placé dans la nature se donne la peine de chercher cet infini où se trouve la réponse à son existence, il abordera celle-ci de façon plus optimiste, car il aura trouvé le réconfort dans les bras du Dieu-Nature.
En 1819, Friedrich se lie avec Carl Gustav Carus (1789-1869), savant et peintre romantique, qui publie Neuf lettres sur la peinture de paysage. Dans ces lettres, on retrouve en substance l'idée que l'homme contemplant l'écrasante puissance du paysage naturel n'effectue pas seulement une démarche esthétique mais également mystique. C'est clairement une vision similaire qui guide Friedrich, qui fait de l'écrasement de l'humain devant la grandeur de la nature comme manifestation de Dieu un des thèmes récurrents de son œuvre.

#### «Tragédie du paysage»

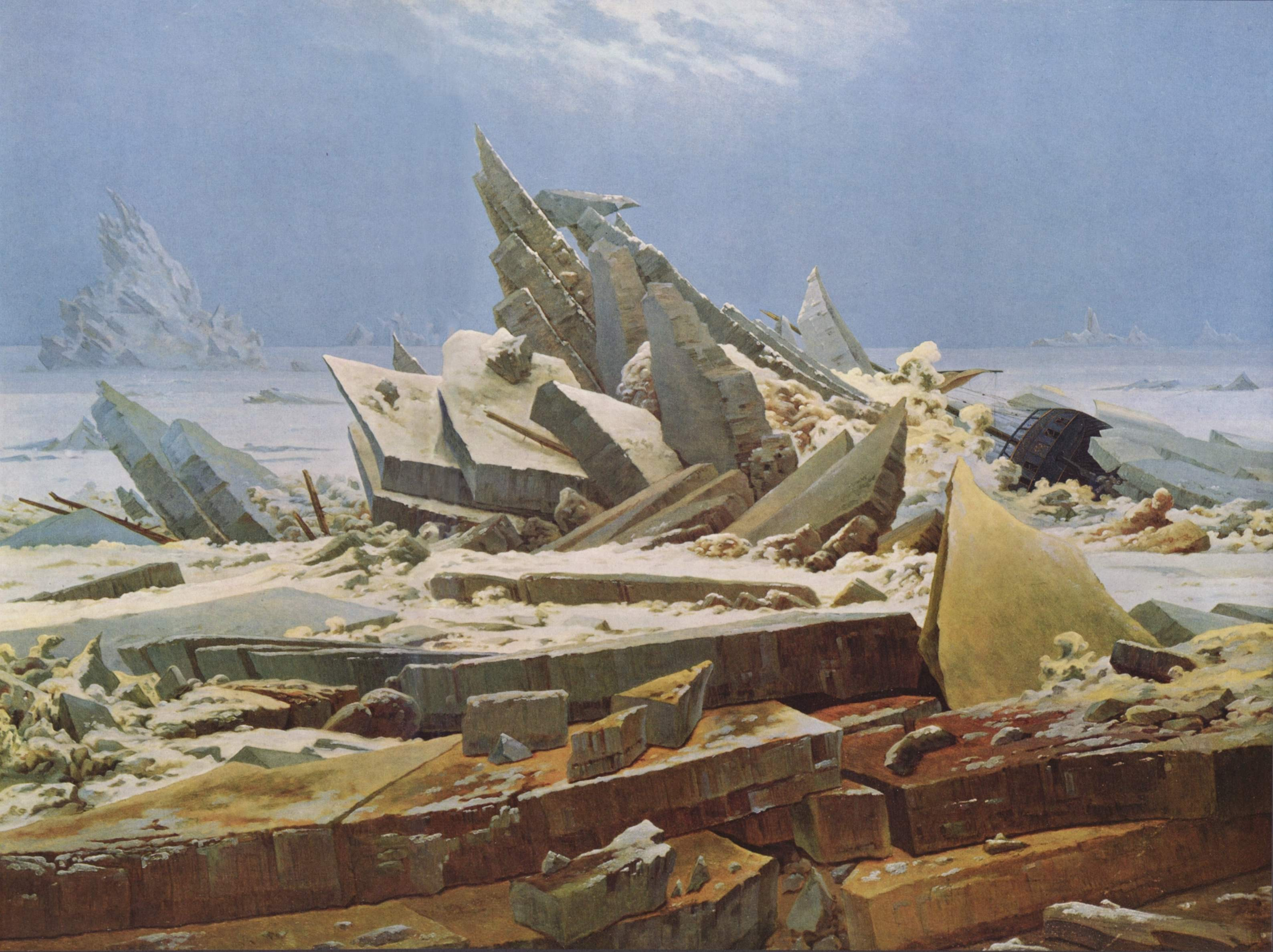
La Mer de glace.

À partir de son mariage le 21 janvier 1818, la peinture de Friedrich se diversifie et inclut désormais de nombreuses figures féminines.
D'après les propres écrits de Friedrich[réf. nécessaire], tous les éléments de la composition ont une signification symbolique. Les montagnes sont des allégories de la foi ; les rayons du soleil couchant symbolisent la fin du monde préchrétien et les sapins représentent l'espoir. Les tonalités souvent froides, l'exposition claire et les contours contrastés des tableaux de Friedrich mettent en relief l'aspect mélancolique, les sentiments de solitude et d'impuissance de l'homme face aux forces de la nature, que le peintre a voulu exprimer tout au long de son œuvre.
La palette s'éclaircit également. En 1820, Friedrich reçoit le grand-duc Nicolas (1779-1845), futur empereur de Russie, dans son atelier à Dresde. Celui-ci lui achète quelques tableaux mélancoliques pour sa résidence d'été à Peterhof, et lui commande un tableau devant représenter un paysage nordique dans son « effroyable beauté ». Ce tableau, Le Naufrage de l'Espoir (1820), aujourd'hui disparu, a longtemps été confondu avec un tableau de 1823/24, La Mer de glace. Ce tableau qui dépeint le naufrage d'un bateau écrasé par des blocs de glace renoue avec le thème de la mort et de la Nature toute-puissante. C'est en voyant ce tableau lors d'une visite à l'atelier de Friedrich en 1834, que le sculpteur français David d'Angers aura un mot célèbre sur « la tragédie du paysage ».

#### Fin de carrière assombrie
Friedrich connaît ensuite un désintérêt progressif pour son œuvre et les problèmes financiers apparaissent en même temps que les problèmes de santé. Après une crise d'apoplexie en 1838, il abandonne la peinture à l'huile, puis progressivement le dessin, qu'il arrête en 1839. Il meurt dans l'indifférence générale le 7 mai 1840, à Dresde. Son œuvre sera longtemps oubliée des critiques d'art et son importance ne sera véritablement reconnue qu'à partir de la seconde moitié du XXe siècle.

## Postérité

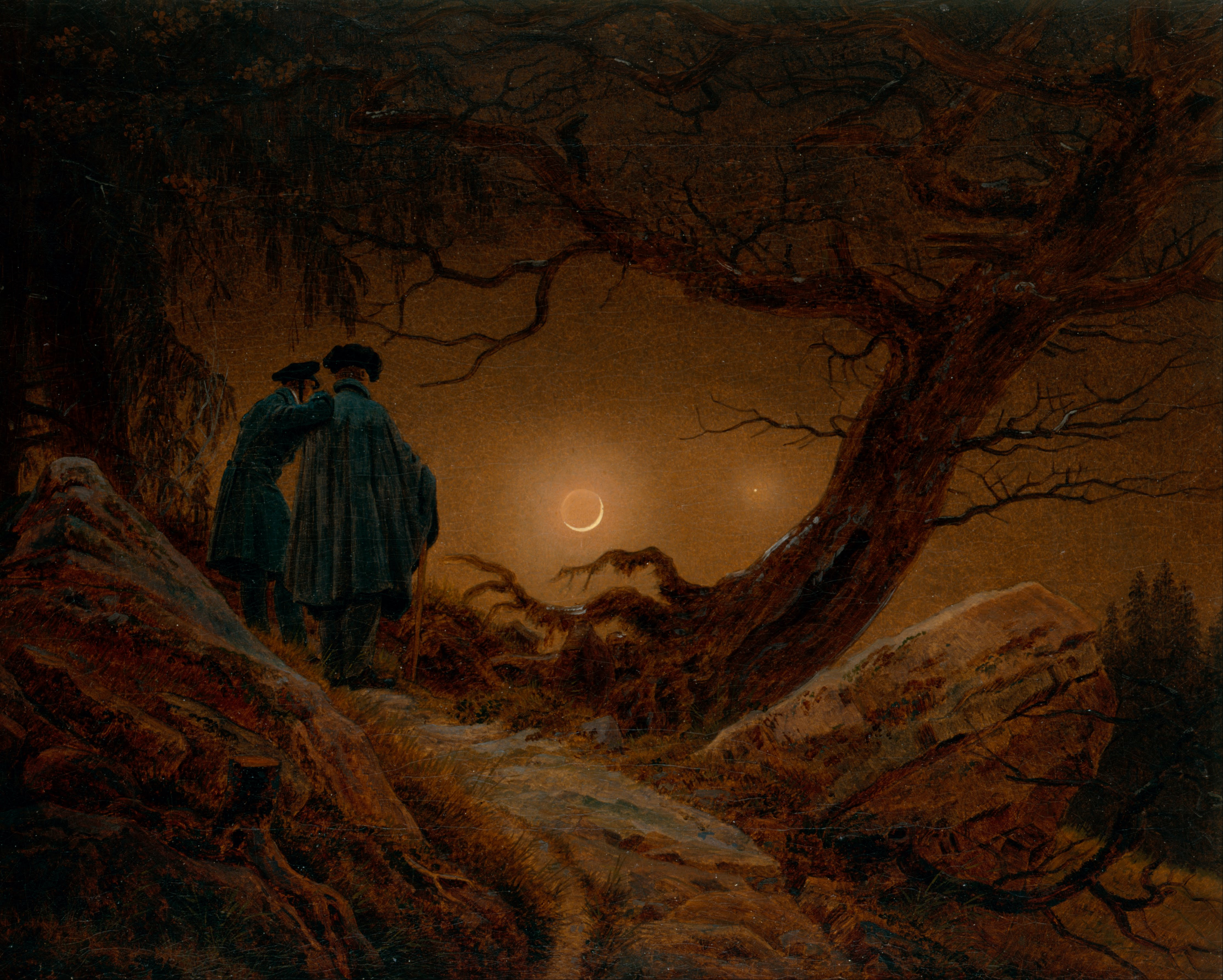
Deux hommes contemplant la lune (1819) 33 × 44,5 cm Galerie Neue Meister

Le tableau de Caspar David Friedrich Deux hommes contemplant la Lune a inspiré Samuel Beckett lors de son voyage de six mois en Allemagne en 1936-1937 pour sa pièce En attendant Godot, écrite en 1948. Quarante années plus tard, selon son biographe James Knowlson, il a déclaré à Ruby Cohn : « This was the source of Waiting for Godot, you know. »
L'écrivain Stéphane Lambert a consacré un essai intitulé Avant Godot à ce lien entre la pièce de Samuel Beckett et le tableau de Caspar David Friedrich.